# Морское (винодельческое предприятие)
Государственное предприятие «Морское» (ГП «Морское», ранее Совхоз-завод «Морское») — винодельческое предприятие первичного и вторичного виноделия, образованное в 1960 году. Предприятие входит в состав ФГУП ПАО «Массандра».

## История
Совхоз-завод «Морское» был образован в 1960 году.
В совхозе выращивали табак (площадь насаждений 50 га), овощи и занимались животноводством (около 400 голов свиней).

В 1964 году В.Швец так описывал совхоз «Морское»: 
Как и «Малореченский», этот молодой совхоз стал за последние годы одним из ведущих в Крыму. Здесь собирают по 100-150 центнеров  винограда с гектара; «Морское» выходит в соперники известному в стране совхозу коммунистического труда «Коктебель».
На основании постановления «Кабинета министров Украины» от 6 февраля 2010 года к ГП «Морское» было присоединено ГП «Веселовское».
Общая площадь виноградников ГП «Морское» и бывшего ГП «Веселовское» составила 960 га (из них 561 га — технические сорта). Здесь произрастают следующие сорта винограда: Бастардо Магарачский, Кефесия, Кокур белый, Пино серый, Ркацители, Каберне Совиньон, Мускат белый, Мускат розовый, Саперави и др. Наибольшую долю площади насаждений занимают сорта: Бастардо Магарачский, Кокур белый, Ркацители.
Виноградники совхоза «Морской» по площади уступают лишь плантациям таких крупнейших хозяйств, как «Коктебель», «Судак», а по урожайности с гектара (в среднем 120 центнеров) и валовому сбору хозяйство прочно держит первенство. Давно уже вышли виноградники «Морского» за пределы Капсихорской долины, отлично чувствуют себя и на склонах холмов, ранее считавшихся бесплодными. Особенно хорошо плодоносит на новых землях совхоза (а их только за последние четыре года стало 34 гектара) сорт Бастардо Магарачский. Красное вино, приготовленное из этого сорта, отличает исключительно приятный букет.
На территории предприятия сооружено 14 водоёмов с суммарным объёмом воды 900 тыс. куб. м.

## Вина
ГП «Морское» производит крепкие и десертные вина. На предприятии на протяжении нескольких лет разрабатывали вино «Ай-Серез» — марочное десертное вино типа «Кагор». Произведённое вино было награждено 2 золотыми медалями.
- 1892 — «Мадера Массандра» (9 золотых и 5 серебряных медалей)
- 1945 — «Кокур десертный Сурож» (8 золотых и 2 серебряных медали)
- 1991 — «Ай-Серез» (2 золотых медали)
- 1996 — «Седьмое небо князя Голицына» (6 золотых медалей)